# Jean Rey (homme politique)
Pour les articles homonymes, voir Jean Rey et Rey.
Jean Rey C.M.W., né le 15 juillet 1902 à Liège, et mort le 19 mai 1983 à Liège, est un avocat, homme politique belge de tendance libérale et militant wallon. Il est président de la Commission européenne de 1967 à 1970.

## Biographie
Jean Rey naît dans une famille protestante d'origine suisse huguenote. Son père, Arnold Rey, est pasteur du temple protestant de Liège-Marcellis de 1891 à 1938,. Jean Rey commence sa carrière politique à la veille de la Seconde Guerre mondiale.

### Carrière internationale
Ministre des Affaires économiques du gouvernement belge entre 1954 et 1958, il œuvre au développement de la CECA et participe à la négociation des traités de Rome. Il entre ensuite à la Commission européenne comme commissaire aux Relations extérieures et joue, à ce titre, un rôle de premier plan dans les difficiles négociations du Kennedy Round (1964-1967).  Ses pairs le choisissent alors pour présider la première commission issue de la fusion des exécutifs communautaires.  Fin diplomate et habile négociateur, il fait preuve d’une belle efficacité au sommet de La Haye qui décide une série de mesures de relance et d’accélération de la construction européenne. C’est lui qui est à l’origine du système de ressources financières propres à l’Union européenne qui aboutira, en avril 1970, à la signature du traité de Luxembourg.  C’est au même sommet de La Haye que les négociations d’adhésion de la Grande-Bretagne, de l’Irlande et des pays scandinaves sont ouvertes après plusieurs échecs. Il est président du Mouvement européen de 1974 à 1978. En 1979, Jean Rey est élu député au Parlement européen et y siège jusqu'en juillet 1980.
Pour Jean Rey, dont la foi en une Europe forte et unie ne s’est jamais démentie, les grands problèmes de l’économie, de la société, de la sécurité et de l’environnement ne peuvent pas trouver de réponse dans le cadre étroit d’un État : " l’Europe, ce ne sont pas seulement des tarifs douaniers. L’Europe n’est pas seulement celle des industriels, des agriculteurs et des technocrates. L’Europe n’est pas seulement celle des Gouvernements, des Parlements ou des administrations. Ce doit être aussi celle des peuples, celle des travailleurs, celle de la jeunesse, celle de l’homme. Tout ou presque est encore à faire ".

### Le débat à la Chambre du26 janvier 1950sur la Consultation populaire
Il anime le mouvement wallon et se prononce, dès 1947, pour la transformation de la Belgique en État fédéral. Jean Rey a joué un rôle important dans la question royale en ce sens que membre du Gouvernement qui organisa la Consultation populaire, il appuya l'idée que le décompte des voix dans ce vote devait se faire par "régions" (Flandre, Wallonie, Bruxelles).  Il s'exprima, toujours comme membre du Gouvernement, en faveur de l'idée que le refus de l'une des régions de voir Léopold III reprendre ses prérogatives constitutionnelles suffisait à rendre cette reprise illégitime:
« M. REY - (...) J'ai eu l'occasion de m'entretenir de ce problème avec une personnalité éminente du parti social-chrétien, qui m'a dit: je vous comprends parfaitement. Si la situation était inverse, si c'était en Wallonie que le Roi était populaire et si c'était en Flandre qu'il ne l'était pas, nous n'accepterions pas que la Wallonie nous impose sa volonté. Et je suis convaincu que jamais un socialiste wallon pas plus qu'un libéral wallon...

M. SPAAK - Je suis un socialiste belge.

M. REY -... et peut-être pas plus qu'un catholique flamand n'aurait accepté qu'une consultation se fasse autrement qu'en permettant à nos concitoyens d'exprimer librement leur avis et qu'on sache ce qu'on pense dans les différentes régions du pays.

M. SPAAK - C'est de la folie." »

## Distinctions
- Grand officier de l'ordre de Léopold II en 1969.
- Commandeur du Mérite wallon (C.M.W.) (promotion historique, à titre posthume[6]).
- Prix Cornez de la Province de Hainaut en 1969.

## Compléments

### Lectures approfondies
- F. Balace, W. De Clercq et R. Planchar, Jean Rey, liégeois, européen, homme politique, Éditions de l’Université de Liège, Liège, 2002.
- M-L. Stengers, Le Libéralisme de Jean Rey, Éditions Du Centre, Bruxelles, 1985.
- Jean Poorterman, Jean Rey nous parle, Bruxelles, 1984.
- Jean-Claude Ricquier, Jean Rey : portraits et souvenirs, dans la Revue Générale, 1983, no 1 et no 3.
- Revue « Demain » - Études et Expansion – Numéro Spécial à la Mémoire de Jean Rey – 1983 – no 295.
- Michel Franssen, Télé-mémoires du ministre Jean Rey, RTBF, 1975.
- Robert Fenaux, Jean Rey, Enfant et artisan de l’Europe, Éditions Labor, Bruxelles, 1972.
- J. Lukaszewski, Jean Rey, Centre de recherches européennes, Les cahiers rouges, Lausanne, 1984, p. 29.
- Hugh Robert Boudin, "Rey, Jean Max George", dans : Dictionnaire historique du protestantisme et de l'anglicanisme en Belgique du 16e siècle à nos jours, Arquennes, 2014.